# Garzón (Kolumbien)
Garzón ist eine Gemeinde (municipio) im Departamento Huila in Kolumbien. Garzón ist der Sitz des Bistums Garzón, das 1900 gegründet wurde.

## Geographie
Garzón liegt in Huila, in der Subregion Subcentro, 113 km von Neiva entfernt auf einer Höhe von 828 m ü. NN und hat eine Durchschnittstemperatur von 24 °C. Das Gebiet der Gemeinde teilt sich auf drei Zonen auf. Ein Streifen wird besonders vom Río Magdalena beeinflusst und hat ein feuchtes Klima. Der Llano de la Virgen ist dagegen eine Ebene mit trockenem Klima. Im hügeligen Rest der Gemeinde lebt der Großteil der Bevölkerung. Die Gemeinde grenzt im Norden an Gigante, im Süden an Guadalupe, im Südwesten an Altamira, im Osten an Florencia, La Montañita und El Paujil im Departamento del Caquetá und im Westen an Agrado.

## Bevölkerung
Die Gemeinde Garzón hat 75.353 Einwohner, von denen 39.887 im städtischen Teil (cabecera municipal) der Gemeinde leben (Stand: 2022).

## Geschichte
Das Gebiet von Garzón war schon lange vor der Ankunft der Spanier von indigenen Völkern bewohnt. Das heutige Garzón wurde 1783 von Vicente Manrique gegründet.

## Wirtschaft
Die wichtigsten Wirtschaftszweige von Garzón sind Landwirtschaft, Rinderproduktion und Teichwirtschaft. Das wichtigste landwirtschaftliche Produkt ist der Kaffee, bei dessen Anbau und Verarbeitung 78 % der arbeitenden Bevölkerung beschäftigt sind.